# Galleri Nord
Galleri Nord är ett konstgalleri som visar nutida konst i Örebro. Galleriet startade verksamheten 1974 och visar måleri, skulptur och konstglas. Galleriet har en konstförening med ca 600 medlemmar. 